# Rjîșciv, Horohiv
Rjîșciv (în ucraineană Ржищів) este un sat în comuna Bujanî din raionul Horohiv, regiunea Volînia, Ucraina.

## Demografie
Componența lingvistică a localității Rjîșciv
     Ucraineană (100%)
Conform recensământului din 2001, toată populația localității Rjîșciv era vorbitoare de ucraineană (100%).